# Johann Martin Rubert

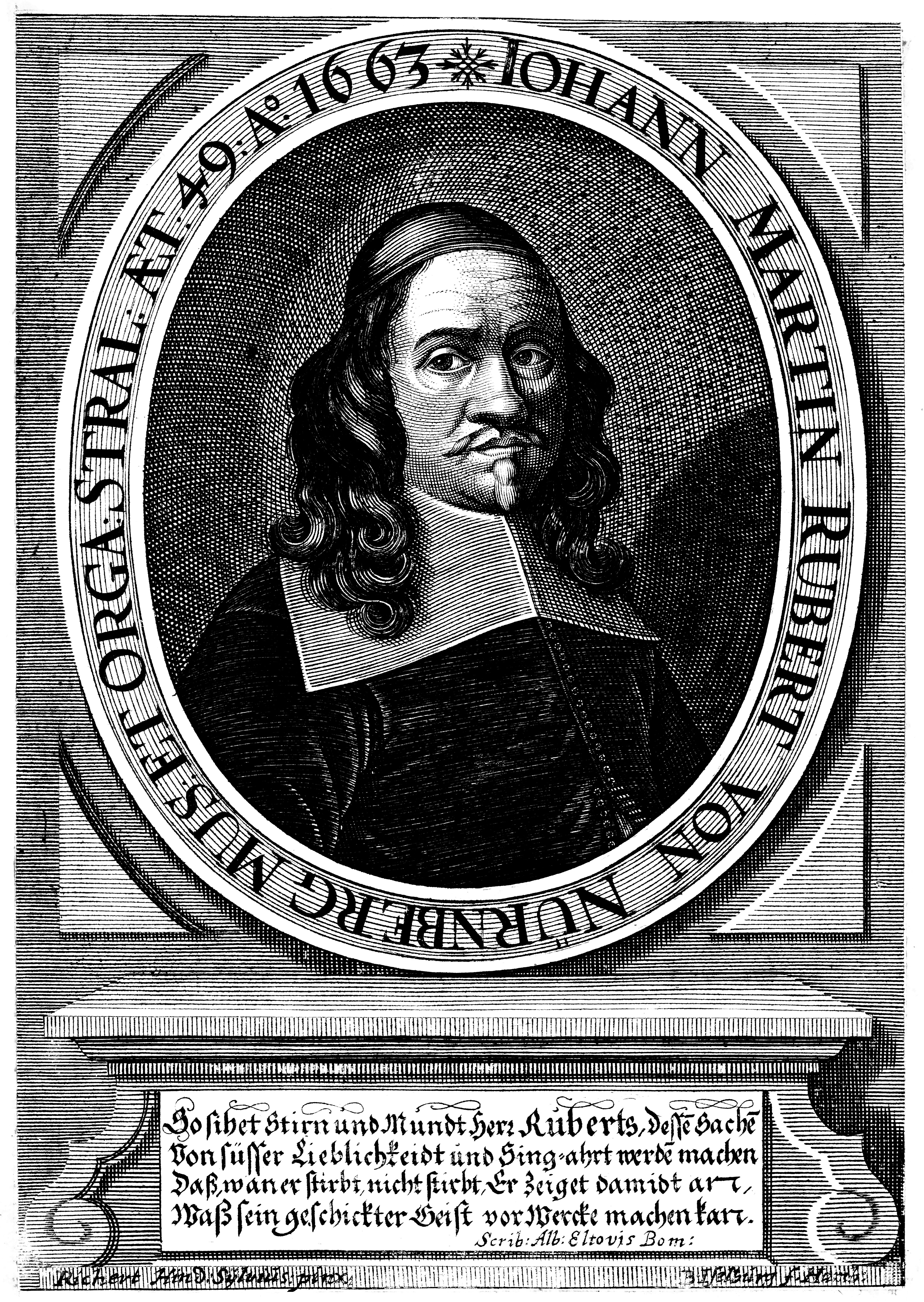
Johann Martin Rubert 1663

Johann Martin Rubert, auch Rubbert oder Rupert (getauft 11. November 1614 in Nürnberg; begraben 24. Mai 1677 in Stralsund), war ein deutscher Organist und Komponist.

## Leben
Johann Martin Rubert erhielt vermutlich bereits in seiner Heimatstadt Nürnberg eine musikalische Ausbildung. Vor 1644 war er „Fürstlicher Markgrefflicher Musicus, Hoforganist und Kammerdiener“ zu Plassenburg bei Markgraf Christian von Brandenburg-Bayreuth. In Hamburg war er ab Ende 1645 der erste namentlich bekannte Organist am Waisenhaus. In Hamburg hatte er Kontakt zu Heinrich Scheidemann, Organist an St. Katharinen, und lernte wahrscheinlich Johann Rist kennen, der ihm später in seinem Parnass zwei Lobgedichte widmete.
1646 folgte er einem Ruf nach Stralsund, wo er bis an sein Lebensende als Organist an der Nikolaikirche, der Stralsunder Hauptkirche, tätig war. Am 11. Mai 1646 heiratete er Liboria, geb. Lasse, die Witwe seines Amtsvorgängers Philipp Caden.
Ruberts Kompositionen erschienen bereits zu seinen Lebzeiten im Druck. Das älteste Stralsunder Gesangbuch von 1665 enthält Gesänge von Rubert. Er genoss in Stralsund ein hohes Ansehen und verkehrte in den höchsten Kreisen der Stadt.

## Kompositionen
- Friedens-Freude in 4-stimmigen Arien. Hamburg 1645.
- Weltliche musicalische Arien, 1. Theil, zu 2 bis 3 Stimmen mit Instrumentalstimmen. Stralsund 1647.
- Musikalische Seelen-Erquickung, aus hochgelahrter Leute Predigten entlehnet, und mit 1. 2. 3 Vocalstimmern und 2 bis 5 Violen nebst dem Basso continuo auf besondere Dialogen-Art gesetzet. Neumann, Stralsund 1664. (12 geistliche Konzerte)